# Aist
Aist (ros. Аист, tłum. bocian) – kompleks skoczni narciarskich w Niżnym Tagile w Rosji. Składa się ze skoczni K-120, K-90, K-60 i K-40.

## Historia
W 1970 roku wzniesiono centrum narciarskie z pięcioma skoczniami o punktach K: 110, 90, 40, 20 i 10. Renowacja kompleksu rozpoczęła się w 2009. Na miejsce starych skoczni powstały nowoczesne obiekty o punktach K: 120, 90, 60 oraz 40 wyposażone w igelit, sztuczne oświetlenie i trybuny na 2000 widzów. Dodatkowo powstały trasy biegowe. Uroczyste otwarcie skoczni miało miejsce 26 grudnia 2012 roku. W tym samym czasie powstały inne nowoczesne skocznie w Rosji: Snieżynka w Czajkowskim oraz olimpijskie Russkije Gorki w Krasnej Polanie.

## Dane o skoczniach

### Aist K120
- Punkt konstrukcyjny: 120 m
- Wielkość skoczni (HS): 134 m
- Oficjalny rekord skoczni: 142,5 m -  Robert Johansson (05.12.2020)
- Długość najazdu: 94,85 m
- Nachylenie najazdu: 35°
- Długość progu: 6,68 m
- Nachylenie progu: 10,8°
- Wysokość progu: 2.91 m

- Nachylenie zeskoku: 33,5°

#### Rekordziści skoczni
| Lp. | Dzień      | Rok  | Zawodnik             | Odległość | Zawody               | Uwagi               |
| --- | ---------- | ---- | -------------------- | --------- | -------------------- | ------------------- |
| 1.  | 15 marca   | 2013 | Grzegorz Miętus      | 135 m     | Puchar Kontynentalny | rekord nieoficjalny |
| 2.  | 30 marca   | 2013 | Aleksiej Romaszow    | 136 m     | Mistrzostwa Rosji    | rekord nieoficjalny |
| 3.  | 12 grudnia | 2014 | Anders Fannemel      | 134 m     | Puchar Świata        |                     |
| 4.  | 14 grudnia | 2014 | Stefan Kraft         | 138 m     | Puchar Świata        |                     |
| 5.  | 15 marca   | 2015 | Anže Semenič         | 142,5 m   | Puchar Kontynentalny | rekord nieoficjalny |
| 6.  | 13 grudnia | 2015 | Peter Prevc          | 139,5 m   | Puchar Świata        |                     |
| 7.  | 13 grudnia | 2015 | Johann André Forfang | 140 m     | Puchar Świata        |                     |
| 8.  | 2 grudnia  | 2017 | Daniel-André Tande   | 141 m     | Puchar Świata        |                     |
| 9.  | 2 grudnia  | 2017 | Johann André Forfang | 141,5 m   | Puchar Świata        |                     |
| 10. | 5 grudnia  | 2020 | Robert Johansson     | 142,5 m   | Puchar Świata        |                     |

### Aist K90
- Punkt konstrukcyjny: 90 m
- Wielkość skoczni (HS): 97 m
- Oficjalny rekord skoczni:  Michaił Maksimoczkin (27.03.2014)
- Długość najazdu: 84,93 m
- Nachylenie najazdu: 35°
- Długość progu: 6,33 m
- Nachylenie progu: 10,4°
- Wysokość progu: 2,38 m

- Nachylenie zeskoku: 32,8°

| Lp. | Dzień    | Rok  | Zawodnik             | Odległość | Zawody               | Uwagi |
| --- | -------- | ---- | -------------------- | --------- | -------------------- | ----- |
| 1.  | 16 marca | 2013 | Daniel Wenig         | 99,5 m    | Puchar Kontynentalny |       |
| 2.  | 28 marca | 2013 | Ilmir Chazietdinow   | 100 m     |                      |       |
| 3.  | 27 marca | 2014 | Michaił Maksimoczkin | 102,5 m   | Mistrzostwa Rosji    |       |